# Perdue Farms
Perdue Farms ist die Muttergesellschaft von Perdue Foods und Perdue AgriBusiness mit Sitz in Salisbury, Maryland. Perdue Foods ist ein Hühner-, Puten- und Schweinefleischverarbeiter in den Vereinigten Staaten, Perdue AgriBusiness gehört zu den führenden Getreideunternehmen in den Vereinigten Staaten. Perdue Farms hatte 2016 einen Jahresumsatz von 6,7 Milliarden US-Dollar.

## Geschichte
Das Unternehmen wurde 1920 von Arthur Perdue zusammen mit seiner Frau Pearl Perdue gegründet. Das Unternehmen begann mit dem Verkauf von Eiern, 1925 baute Perdue die erste Brüterei des Unternehmens und begann, Legeküken an Landwirte zu verkaufen, anstatt nur Eier für den menschlichen Verzehr.
Jahr 2010 verklagte der Assateague Coastal Trust Perdue wegen Verletzung des Clean Water Acts, weil das Unternehmen angeblich zuließ, dass zu viel Hühnermist in die Chesapeake Bay gelangte. Ebenfalls im Jahr 2010 reichte die Humane Society of the United States eine Klage gegen Perdue ein, weil das Unternehmen gegen ein Gesetz zum Verbrauchertäuschung in New Jersey verstieß, indem es seine Produkte mit der humanely raised („human aufgezogen“) versah, obwohl Verbraucher die Bedingungen, unter denen Perdue-Hühner aufgezogen werden, nicht als human ansehen würden. Die Humane Society reichte im April 2013 eine ähnliche Klage in Florida ein. Perdue wurde für die mangelnde Einhaltung einiger grundlegender Tierschutzpraktiken in seinen Fabriken kritisiert. Die Richtlinien, die Perdue befolgt und die vom National Chicken Council erstellt wurden, sind in die Kritik geraten, weil sie es zulassen, dass Vögeln über lange Zeiträume Licht, Nahrung und Wasser vorenthalten werden, und auch weil sie es zulassen, dass die Tiere vor der Schlachtung kopfüber an ihren Knöcheln aufgehängt werden.